# Tipo B1
El Tipo B1 fue una subclase de submarinos operativos en la Armada Imperial Japonesa durante la Segunda Guerra Mundial, capaces de transportar un hidroavión. Se fabricaron veinte unidades, siendo modificadas algunas de ellas para desplegar minisubmarinos suicidas Kaiten. 

## Resumen operativo
Tan sólo uno de estos submarinos sobrevivió a la guerra.
| Submarino | Iniciado  | Botado     | Completado | Hundido    |
| I-15      | 25-1-1938 | 7-3-1939   | 30-9-1940  | 10-11-1942 |
| I-17      | 18-4-1938 | 19-7-1939  | 24-1-1941  | 19-8-1943  |
| I-19      | 15-3-1938 | 16-9-1939  | 28-4-1941  | 25-11-1943 |
| I-21      | 7-1-1939  | 24-2-1940  | 15-7-1941  | 29-11-1943 |
| I-23      | 28-1-1938 | 24-11-1939 | 27-9-1941  | 28-2-1942  |
| I-25      | 3-2-1939  | 8-6-1940   | 15-10-1941 | 3-9-1943   |
| I-26      | 7-6-1939  | 10-4-1940  | 6-11-1941  | 25-10-1944 |
| I-27      | 5-7-1939  | 6-6-1940   | 24-2-42    | 13-2-1944  |
| I-28      | 25-9-1939 | 18-12-1940 | 6-2-1942   | 17-5-1942  |
| I-29      | 20-9-1939 | 29-9-1940  | 27-2-1942  | 26-7-1944  |
| I-30      | 7-6-1939  | 17-9-1940  | 28-2-1942  | 13-10-1942 |
| I-31      | 6-12-1939 | 13-3-1941  | 30-5-1942  | 13-5-1943  |
| I-32      | 20-1-1940 | 17-12-1940 | 26-4-1942  | 24-3-1944  |
| I-33      | 21-2-1940 | 1-5-1941   | 10-6-1942  | 13-6-1944  |
| I-34      | 9-1-1941  | 24-9-1941  | 31-8-1942  | 13-11-1943 |
| I-35      | 2-9-1940  | 24-9-1941  | 31-8-1942  | 23-11-1943 |
| I-36      | 4-12-1940 | 1-11-1941  | 30-9-1942  | 1-4-1946   |
| I-37      | 7-12-1940 | 22-10-1941 | 10-3-1943  | 19-11-1944 |
| I-38      | 19-6-1941 | 15-4-1942  | 31-1-1943  | 12-11-1944 |
| I-39      | 19-6-1941 | 15-4-1942  | 22-4-1943  | 26-11-1943 |